# Cassim Langaigne
Cassim Langaigne (ur. 27 lutego 1980) – piłkarz grenadyjski grający na pozycji pomocnika. Jest wychowankiem klubu Carib Hurricane.

## Kariera klubowa
Karierę piłkarską Langaigne rozpoczął w klubie Carib Hurricane. W jego barwach zadebiutował w pierwszej lidze grenadyjskiej. W latach 2003, 2006 i 2008 trzykrotnie wywalczył z nim mistrzostwo Grenady.

## Kariera reprezentacyjna
W reprezentacji Grenady Langaigne zadebiutował 20 stycznia 2008 roku w wygranym 2:1 towarzyskim meczu z Gujaną, w którym zdobył gola. W 2009 roku zagrał w 3 meczach Złotego Pucharu CONCACAF: ze Stanami Zjednoczonymi (0:4), z Haiti (0:2) i z Hondurasem (0:4). W 2011 roku został powołany do kadry na Złoty Puchar CONCACAF 2011.